# 坪山高級中學
深圳市坪山高级中学，创办于2006年，占地9.14万平方米，广东省国家级示范性普通高中。2009年6月后归属坪山区管理，为坪山区唯一一所区属全寄宿制公办高中。
学校现有64个教学班，3500多名学生，近500名教职员工，其中省、市、区级名师及名师培养对象80人，副高级以上职称教师70人，硕士、博士学位教师80人。
2012年9月，学校开始承办内地新疆高中班，其管理模式与办班成效在广东省乃至全国形成比较良好的影响力，获评国家民委颁发的“全国民族团结进步创建活动示范单位”称号。
2022年3月，坪山高级中学召开线上会议，时任坪山区委教育工委书记赵斌同志宣读人事任命：安国强同志任坪山高级中学校长。2022年4月，坪山高级中学与西北师范大学附属中学结成友好联盟，并成立三种类型的“云端实验班”：格致理工班、博雅文史班、卓越艺术班。
学校先后获得“广东省绿色学校”、“广东省中学生志愿服务示范校”、“全国国防教育特色学校”、“广东省中小学艺术教育特色学校”、“广东省中小学心理健康教育特色学校”、“广东省安全文明校园”、“全国青少年校园足球特色学校”、“清华大学2021年生源中学”、“2022年教育创新领跑学校”、“深圳校园文化建设示范校”等多项荣誉称号。